# أوسكار فيندت
أوسكار فيندت (بالسويدية: Oscar Wendt) وهو لاعب كُرة قدم سويدي في مركز الظهير الأيسر ولد في يوم 24 أكتوبر 1985 في مدينة غوتنبرغ في السويد، يلعب حالياً مع بوروسيا مونشنغلادباخ ونادي كوبنهاغن وغوتبورغ ونادي سكوفده ولعب مع منتخب السويد لكرة القدم ويبلغ طوله 181 سم.

## مسيرته الكروية
لعب أوسكار فيندت خلال مسيرته الاحترافية مع 3 أندية في ثمانية عشر موسمًا وسجل خلالها 21 هدفًا ضمن 395 مباراة. حيث فاز في موسم واحد بالكأس وفي أربعة مواسم بالدوري.
خاض أوسكار فيندت مسيرته مع نادي غوتبورغ في موسم 2003 ليلعب معه أربعة مواسم، مشاركًا في 35 مباراة سجل خلالها هدفًا واحدًا. ثم انتقل إلى نادي كوبنهاغن في موسم 2006–07 ليلعب معه خمسة مواسم، حيث شارك في 138 مباراة سجل خلالها 5 أهداف. لينتقل بعدها إلى نادي بوروسيا مونشنغلادباخ في موسم 2011–12 ليلعب معه تسعة مواسم، مشاركًا في 222 مباراة سجل خلالها 15 هدفًا.

## روابط خارجية
- أوسكار فيندت على موقع الاتحاد الدولي (مؤرشف)  (الإنجليزية)
- أوسكار فيندت على موقع الاتحاد الأوربي (الإنجليزية)
- أوسكار فيندت على موقع اتحاد السويد (السويدية)
- أوسكار فيندت على موقع قاعدة بيانات كرة القدم.إي يو (الإنجليزية)
- أوسكار فيندت على موقع بيانات كرة القدم. دي إي (الألمانية)
- أوسكار فيندت على موقع ناشيونال فوتبول تيمز (الإنجليزية)
- أوسكار فيندت على موقع Soccerway.com (الإنجليزية)
- أوسكار فيندت على موقع عالم كرة القدم.نت (الإنجليزية)
- أوسكار فيندت على موقع AS.com (الإسبانية)